# 은세계
《은세계》(銀世界, 1908년)는 이인직이 지은 신소설이다. 내용은 주인공 최병도(崔秉陶)의 현실 고발을 통하여 부패하고 양민(良民)을 수탈하는 양반 지배층의 학정을 폭로하여 피지배층의 민중의 반항의식을 고취하는 한편, 미국 유학에 의한 신교육의 필요성을 절감하고, 또한 실천에 옮기는 것을 그렸다. <은세계>는 그 표제에 신연극(新演劇) 소설이라고 나타냈듯이, 1908년 11월 이인직에 의해 원각사에서 한국 최초의 신연극 작품으로 무대에서 상연되었다.